# Orestis (Landschaft)

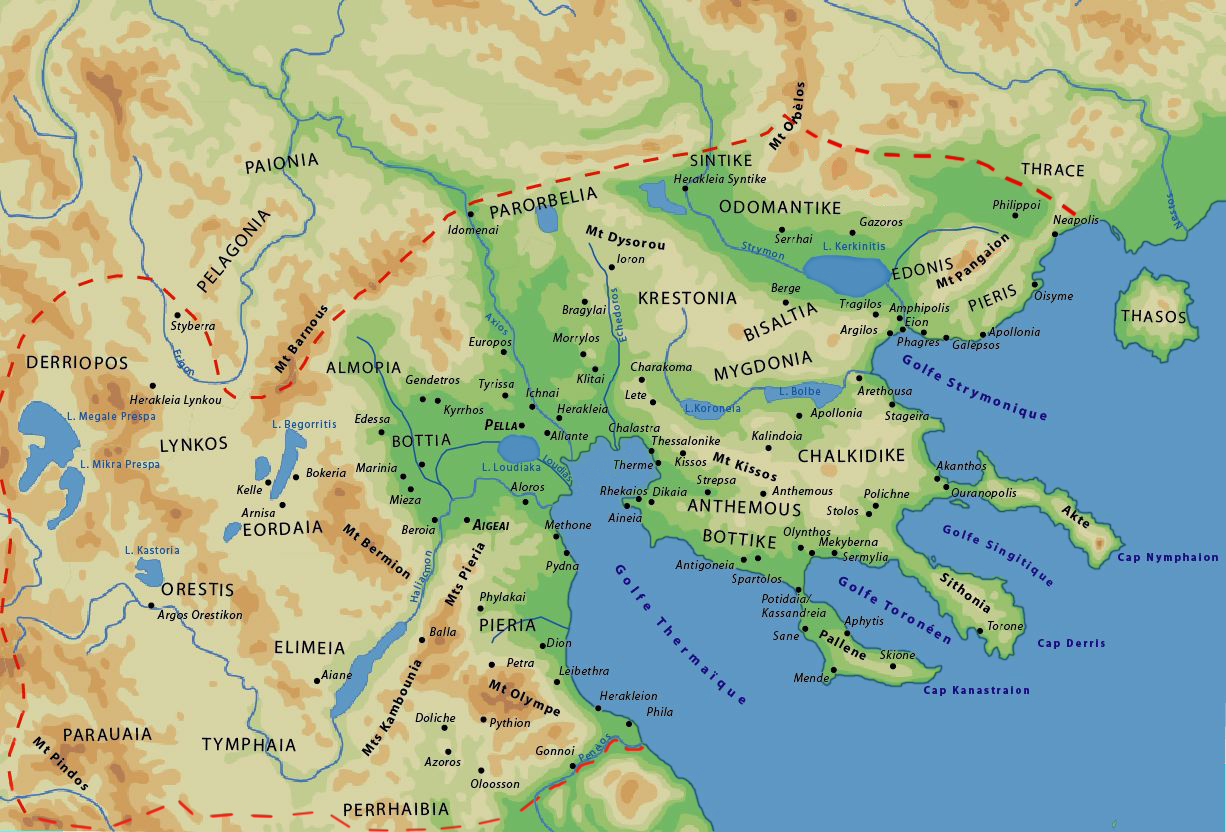
Die Landschaften des antiken Makedoniens und der Chalkidiki.

Orestis (altgriechisch Ὀρεστίς) bezeichnete in der Antike jene gebirgige Landschaft Griechenlands, die sich am Oberlauf des Flusses Aliakmonas erhebt. Sie umfasste in etwa das Land zwischen den Städten Kastoria am Kastoria-See im Norden und Siatista im Süden, gelegen in den heutigen Regionalbezirken Kastoria und Kozani in der Region Westmakedonien.
In der Antike grenzte Orestis im Westen an den Siedlungsraum der Epiroten, mit dem Boiongebirge als natürlichem Grenzverlauf, im Norden und Osten an die Landschaften Lynkestis und Eordaia, sowie im Süden an die Elimiotis. Mit diesen dreien und einschließlich der Landschaft Pelagonien stellte Orestis eine der sogenannten oberen Gebirgslandschaften Makedoniens dar. Bekannte antike Siedlungen waren Keletron (wahrscheinlich identisch mit Kastoria) und Argos Orestikon.
Der Überlieferung Strabons nach, hatte das Land seinen Namen von Orestes erhalten, der hier während seiner Flucht nach dem Muttermord einige Zeit gelebt und auch Argos Orestikon gegründet habe. Auch seinen seine Bewohner aus der Verbindung verschiedener illyrischer und epirotischer Stämme hervorgegangen, wenngleich er sie selbst zu den obermakedonischen Stämmen zählte.
Laut Appian stammte das antike makedonische Königshaus der Argeaden ursprünglich aus Argos Orestikon. Wenngleich diese Angabe in der Geschichtswissenschaft umstritten ist, wird in ihr ein Hinweis auf die Herkunft der Makedonen erkannt. Denn schon Thukydides wusste zu berichten, dass die Urheimat der Makedonen in den Gebirgen von Elimiotis und Lynkestis zu finden war, von wo aus sie in die fruchtbaren niederländischen Gebiete am thermaischen Golf expandierten. Weil Orestis an beide Landschaften angrenzte, gilt es als wahrscheinlich, dass auch von dort sich Bevölkerungsteile der Expansion anschlossen. Während sich in den neuen niedermakedonischen Landschaften ein Königtum bildete, das zunehmend Anschluss an die hellenische Zivilisation fand, verblieb das Bergvolk von Orestis wie auch jenes der anderen obermakedonischen Gebirgsregionen noch längere Zeit auf einer weniger zivilisierten Kulturstufe. Es hatte eigene Fürsten, unter denen es bis in das 4. vorchristliche Jahrhundert hinein gegenüber dem makedonischen Königshaus eine lose Abhängigkeit oder gar Unabhängigkeit wahren konnte. Namentlich ist Antiochos der einzig bekannte Fürst dieser Landschaft, der von Thukydides als „König“ bezeichnet wurde.
Wann genau die Orestis endgültig unter die direkte Herrschaft des makedonischen Königshauses gelangte, ist nicht belegt. Vielleicht konnte schon Perdikkas III. im Vorfeld seines Illyrerfeldzuges 359 v. Chr. die Region unterwerfen, spätestens aber in der Herrschaftszeit seines Bruders Philipp II. war die Landschaft zur Gänze in den makedonischen Staat integriert. Die Nachkommen des Fürstenhauses wurden nun zur Ausbildung und Erziehung an den Königshof in Pella geschickt, wo sie als Geiseln für die Loyalität ihrer Familien zu bürgen hatten und um selbst ideologisch an das Königshaus gebunden zu werden. 196 v. Chr. wurde die Orestis wieder unabhängig, als die Römer nach ihrem Sieg im Zweiten makedonisch-römischen Krieg über Philipp V. die Bewohner der Region wegen deren Unterstützung Roms in diesem Krieg für frei erklärten.

## Persönlichkeiten
- Fürst Antiochos (5. Jahrhundert v. Chr.)
- Pausanias, Leibwächter und Mörder Philipps II.[5]
- Perdikkas und sein Bruder Alketas, beides Gefährten Alexanders des Großen.[6]
- Krateros und sein Bruder Amphoteros, beides Gefährten Alexanders des Großen[7]